# (15123) 2000 EP36
A (15123) 2000 EP36 a Naprendszer kisbolygóövében található aszteroida. A LINEAR projekt keretében fedezték fel 2000. március 8-án.